# Trosia nigropunctigera
Trosia nigropunctigera is een vlinder uit de familie van de Megalopygidae. De wetenschappelijke naam van de soort is voor het eerst geldig gepubliceerd in 1982 door Fletcher.